# 대와지르
대와지르 또는 대비지에르(페르시아어: وزيرِ اعظم vazîr-i aʾzam; 오스만 튀르크어: صدر اعظم sadr-ı aʾzam; 튀르키예어: sadrazam), 대재상은 이슬람 세계의 많은 주권 국가의 실질적인 정부 수반의 직책이었다. 이 직책은 아바스 칼리파국의 관료들이 처음 사용했다. 그 후 오스만 제국, 무굴 제국, 소코토 칼리파국, 사파비 제국, 모로코에서 사용되었다. 오스만 제국에서는 대비지에르가 황실 직인을 가지고 다른 모든 비지에르들을 소집하여 국정에 관한 회의를 소집할 수 있었으며, 회의 장소인 톱카프 궁전의 쿠베알티('돔 아래')에서 유래하여 회의에 참석한 비지에르들을 '쿠베알티 비지에르'이라 불렀다. 그의 집무실은 수블림 포르테에 있었다. 오늘날 파키스탄의 총리는 우르두어로 와지르-에-아잠으로 불리며, 이는 문자 그대로 대와지르로 번역된다.
처음에 대와지르는 오스만 제국의 투르크족 출신만 임명되었다. 그러나 터키의 대부인 찬달리 소 할릴 파샤와 술탄 메흐메트 2세(그를 처형한) 사이에 문제가 생긴 후 노예 관리인(데브쉬르메)이 등장했다. 이들은 튀르크 귀족 출신의 자유 관리자에 비해 술탄이 통제하기가 훨씬 쉬웠다.